# Новосілківські берести
Новосілківські берести — вікові дерева, ботанічна пам'ятка природи місцевого значення в Україні. Зростають у селі Новосілка Чортківського району Тернопільської області, в центрі села на роздоріжжі. 
Площа — 0,02 га. Оголошений об'єктом природно-заповідного фонду рішенням виконкому Тернопільської обласної ради № 131 від 14 березня 1977 року. Перебувають у віданні Заліщицької міської громади. 
Під охороною два берести віком понад 150 років, посаджені 1848 року на честь скасування кріпосного права. Мають історичну, науково-пізнавальну та естетичну цінність.